# Комсомольское (Тимирязевский район)
Комсомольское (каз. Комсомольское) — село в Тимирязевском районе Северо-Казахстанской области Казахстана. Административный центр Комсомольского сельского округа. Код КАТО — 596245100.

## География
Расположено около озёр Султан и Альпаш.

## История
Основано в 1954 г. как центральная усадьба вновь созданного целинного совхоза имени Хрущева. В 1964 г. совхоз переименован в «Восход».

## Население
В 1999 году население села составляло 886 человек (433 мужчины и 453 женщины). По данным переписи 2009 года, в селе проживало 567 человек (279 мужчин и 288 женщин).